# 정재형, 문희준의 즐거운 생활
《정재형, 문희준의 즐거운 생활》은 대한민국의 방송국인 한국방송공사의 라디오 채널 KBS 쿨FM(수도권 FM 89.1MHz)에서 오후 2시부터 오후 4시까지 방송했던 라디오 프로그램이다. 레이디제인의 2시의 후속으로 신설되었다.
2018년 5월 14일부터 정재형의 하차에 따라 제목이 문희준의 뮤직쇼로 변경되었다.

## 코너

### 매일 코너
- 선물의 신
- 그거 뭐지, 그거?
- 사연

### 요일별 코너
- 월요일 : 다 같이 놀자
- 화요일 : 해열제 -우리 마음속에 쌓인 열과 화, 싸악 내려보는 시간 (서울대학교 정신건강의학과 윤대현 교수)
- 수요일 : 정갈릭 문또또의 리듬천국
- 목요일 : 배상훈의 추리극장 (프로파일러 배상훈 교수)
- 금요일 : 우주 어쩌고 (천문학자 이명현 박사)
- 토요일 : 영희야 놀자 (중앙일보 이영희 기자), 내 생애 불후의 명곡
- 일요일 : 즐생 문화센터, 음악이 온다